# 漢森 (麻薩諸塞州)
漢森（英語：Hanson）是一個位於美國麻薩諸塞州普利茅斯縣的鎮。

## 人口
根據2020年美國人口普查的數據，漢森的面積為40.60平方千米，當中陸地面積為38.90平方千米，而水域面積為1.70平方千米。當地共有人口10639人，而人口密度為每平方千米262人。